# Сент-Клэр (река)
Сент-Клэр (англ. St. Clair River) — река в системе Великих озёр, на своём протяжении является границей между США и Канадой. Длина реки — 65 км, Площадь водосборного бассейна — 3776 км². Средний расход воды — 5200 м³/с.
Вытекает из южной части озера Гурон и впадает в озеро Сент-Клэр северо-восточнее Детройта.
Сент-Клэр — важная часть судоходного пути Озёр. В истоках реки находится урбанизированный район — Порт-Гурон в Мичигане и Сарния в Онтарио, соединённые мостом Blue Water Bridge. Ниже по течению расположен туннель St. Clair Tunnel. Также между берегами реки ходят паромы.
На реке расположены несколько небольших островов.